# Rosendo Matienzo Cintrón
Rosendo Matienzo Cintrón   (Luquillo, 22 d'abril de 1855 - 13 de desembre de 1913) va ser un advocat i polític porto-riqueny, membre de la Cambra de Representants de Puerto Rico. Va afavorir l'autonomia porto-riquenya quan Puerto Rico era una colònia espanyola. Després de la guerra hispano-estatunidenca, quan l'illa va ser cedida als Estats Units, va defensar l'estatut per Puerto Rico. El 1912, va fundar el primer partit polític porto-riqueny independentista, el Partit de la Independència.
Fill de l'espanyol Manuel Matienzo i la criolla Maria de la Cruz Cintrón Márquez, amb dotze anys, es va traslladar a Espanya per completar la seva educació en el Col·legi de Sant Isidor, de l'Institut de segon ensenyament de Lleida. El 1875, es va llicenciar en dret a la Universitat de Barcelona per després establir la seva residència i pràctica d'advocat al poble de Mayagüez. El 1885 va passar una temporada a la presó el 1885 després d'haver estat acusat de maçó.
El 1887, va participar en la constitució del Partit Autonomista i va formar part de la comissió que es va dirigir a Madrid per forjar un pacte per aconseguir l'autonomia de l'illa, que finalment es va aconseguir, amb el Partit Liberal Fusionista Espanyol de Práxedes Mateo Sagasta. El pacte es va ratificar el 1897, en una assemblea realitzada en el Teatre Municipal de San Juan però es va produir la divisió del Partit Autonomista.
Després del canvi de metròpoli el 1898, va afavorir la presència els Estats Units a Puerto Rico, i va ser elegit president de l'audiència de Ponce, càrrec que va ocupar fins al 1899. Va ingressar en el Partit Republicà (abans Partit Autonomista Pur o Ortodox), que va fundar José Celso Barbosa el 1899. Aquest últim aspirava a una eventual estaditat federada.
El 1900, després de l'aprovació de la Llei Foraker, va ser membre de Consell Executiu i de la Junta Insular d'instrucció. Al costat de Luis Muñoz Rivera i Manuel Zeno Gandia, entre d'altres, van crear el Partit Unió de Puerto Rico que rebutjava el règim colonial que s'havia establert sota la llei Foraker i amb qui va ser elegit membre de la Cambra de Representants el 1904, 1906 i 1908, i va ser president de la Cambra de 1905 a 1906. El 1912 va abandonar el partit i va fundar al costat d'Eugenio Benítez Castaño, el Partit de la Independència de Puerto Rico.
Va morir el 13 de desembre de 1913 al seu poble natal, Luquillo, on la plaça del municipi porta el seu nom.